# فلدبرگ (بادن-وورتمبرگ)
فلدبرگ (به آلمانی: Feldberg) یک شهر در آلمان است که در برایگاو-هخشوارتسوالد واقع شده‌است. فلدبرگ ۱٬۸۸۶ نفر جمعیت دارد.

## خواهرخوانده
شهر La Clusaz خواهرخواندهٔ فلدبرگ (بادن-وورتمبرگ) هست.